# Siàglitsi (poble)
|  | Per a altres significats, vegeu «Siàglitsi». |

Siàglitsi (en rus: Сяглицы) és un poble de l'óblast de Leningrad, a Rússia, que el 2017 tenia vuit habitants, pertany al districte de Vólossovo.